# (3349) Manas
(3349) Manas (1979 FH2; 1952 HE; 1981 VS2; 1986 XF4) ist ein ungefähr 10,1 Kilometer großer Asteroid des mittleren Hauptgürtels, der am 23. März 1979 von dem russischen, damals sowjetischen Astronomen Nikolai Stepanowitsch Tschernych (1935–2017) am Krim-Observatorium (Zweigstelle Nautschnyj) auf der Halbinsel Krim (IAU-Code: 095) entdeckt wurde. Die Bahnelemente von (3349) Manas ähneln denen der Asteroiden (36) Atalante, (38) Leda und (110) Lydia.

## Benennung
(3349) Manas wurde nach dem kirgisischen Epos Manas benannt.